# 海上閱兵 (英國)

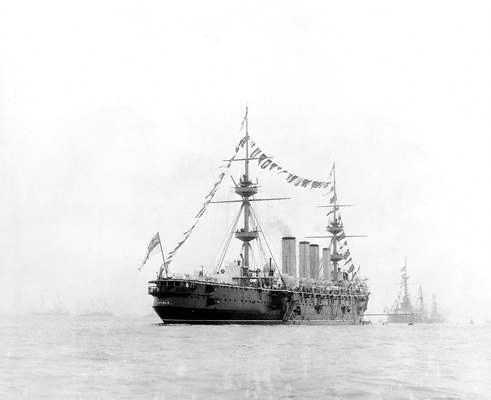
1897年維多利亞女王在位60周年海上閱兵中的皇家海軍可畏號巡洋艦，後來艦上的水兵曾參與八國聯軍

海上閱兵是英國的傳統，由英國國王校閱英國皇家海軍的海上閱兵儀式。據說1346年6月英國愛德華三世在出征法國前第一次舉行。至今英國有記錄的海上閱兵舉行過46次，舉行時機並非固定。最初是在出征前，其後也在外國元首訪問時展示實力。19世紀以來成為新君王加冕或君王在位25、50、60、70周年等喜年大慶典的慶祝儀式，也因邀請他國海軍參與成為國際性的海軍活動。此項傳統於2002年伊麗莎白二世在位50周年時被打破，當時由於費用的關係並未舉行。其後在2005年6月為紀念特拉法加海戰200周年，30多個國家的167艘船隻參加英國主辦的海上閱兵。

## 中世紀
- 據說1346年6月英格蘭王國國王愛德華三世在出征法國前舉行過史上第一次海上閱兵[2]。
- 1415年英格蘭王國國王亨利五世在出征法國阿金庫爾戰役前在南安普敦舉行，是第一次有紀錄的海上閱兵。

## 17世紀
- 1662年5月，英格蘭王國國王查理二世
- 1693年2月，英格蘭王國國王威廉三世與瑪麗二世在與法國海戰以後。

## 1700-1837
- 1700年英格蘭國王、愛爾蘭國王、蘇格蘭國王威廉三世在俄羅斯帝國彼得大帝訪問時為顯示實力舉行。
- 1773年大不列顛王國喬治三世在駕臨時受到三響禮炮的歡迎，他校閱的艦隊曾參加七年戰爭。
- 1778年5月大不列顛王國喬治三世在法國參與美國獨立戰爭前再次校閱。
- 1781年
- 1794年6月英法海戰之後
- 1814年慶祝1814年巴黎和約，由當時尚為大不列顛與愛爾蘭聯合王國王子攝政王的喬治四世校閱。
- 1820年9月英國國王喬治四世舉行了史上第一次加冕海上閱兵，受校艦艇中包括查爾斯·達爾文後來乘坐的米格魯獵兔犬號。

## 維多利亞女王
在位其間共有17次海上閱兵，超過所有的君王。
- 1842年3月女王與夫婿艾伯特親王首次校閱海軍。
- 1844年5月為薩克森國王弗里德里希·奧古斯特二世來訪舉行，以顯示實力。
- 1844年10月為俄羅斯帝國皇帝尼古拉一世、法國國王路易-菲利普一世、普魯士國王腓特烈·威廉四世來訪舉行，以顯示實力。
- 1845年6月以皇家遊艇維多利亞與艾伯特號為閱兵艦校閱實驗艦隊。
- 1853年8月校閱為克里米亞戰爭動員的艦隊。
- 1854年3月10日校閱英國為了對抗俄羅斯帝國波羅的海艦隊可能進入北海而組成的波羅的海艦隊。
- 1856年4月校閱與俄羅斯帝國戰後返國的英國波羅的海艦隊，鐵甲艦第一次在海上閱兵出現。
- 1865年8月為來訪之法國艦隊舉行。
- 1867年7月為來訪之鄂圖曼土耳其帝國蘇丹阿布杜勒阿齊茲與他的埃及蘇丹Isma'il Pasha舉行。
- 1873年5/6月為來訪之波斯卡扎爾王朝國王納賽爾丁·沙舉行。
- 1878年8月校閱皇家海軍後備部隊。

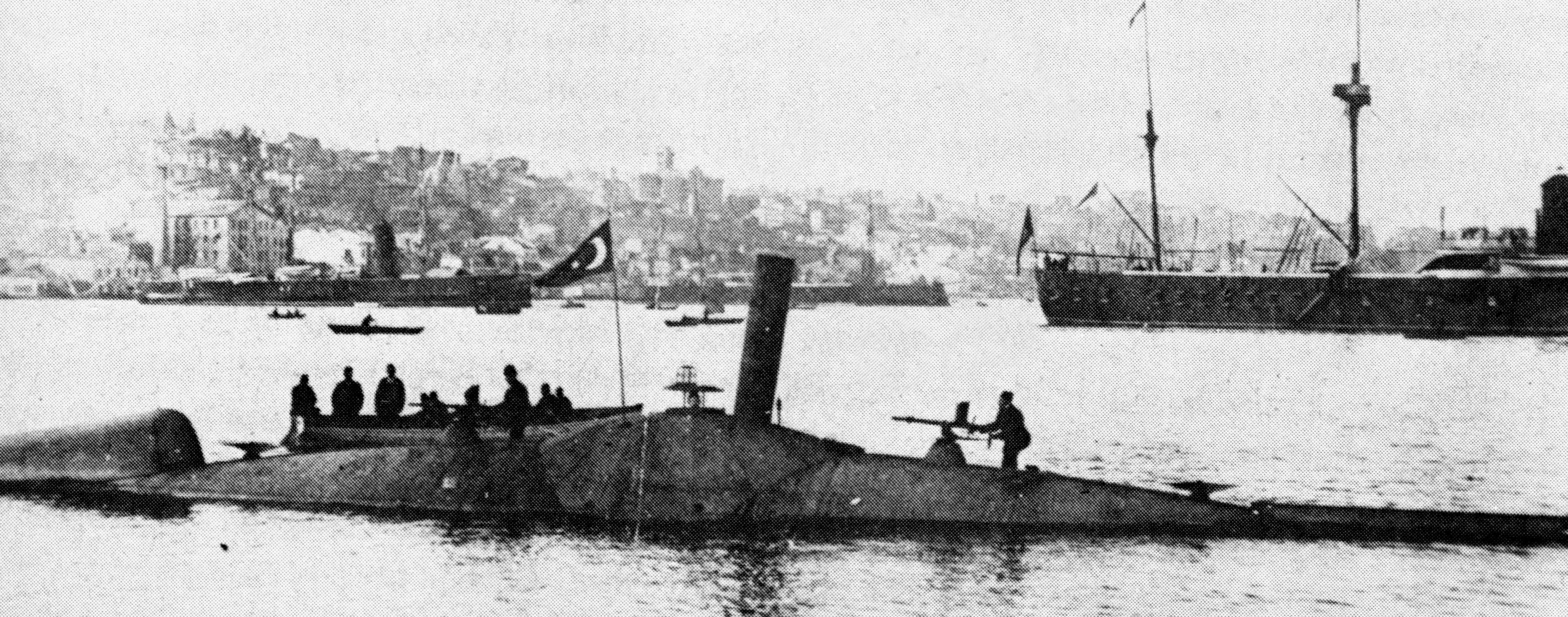
鄂圖曼土耳其帝國的蒸汽動力潛艇

- 1887年7月慶祝在位50周年，來訪的鄂圖曼土耳其帝國蒸汽動力潛艇首次在英國海上閱兵亮相。英國到20以後才有自己的潛艇。
- 1889年8月為德意志帝國皇帝和普魯士國王威廉二世與海軍上將Alfred von Tirpitz來訪舉行，以顯示實力。
- 1891年8月為來訪之法國艦隊舉行。
- 1896年8月為來訪之國會議員與中國清朝的李鴻章舉行。
- 1897年6月慶祝在位60周年。
- 1899年8月為來訪之德國艦隊舉行，由於女王年事已高，由當時尚為威爾斯王子的愛德華七世主持校閱。

## 20世紀至今

### 愛德華七世
- 1902年8月加冕。
- 1905年8月為來訪之法國艦隊舉行。
- 1907年8月校閱英國本土防衛艦隊。
- 1909年6月12日校閱英國本土防衛艦隊與大西洋艦隊，包括無敵號主力艦。
- 1909年7月2日在Southend港，包括無敵號主力艦。

### 喬治五世
- 1911年6月加冕，美國海軍德拉瓦號主力艦於6月4日啟程，於6月19日至6月28日參與海上閱兵活動。皇家遊艇維多利亞與艾伯特3號是喬治五世乘坐的閱兵艦。
- 1912年5月或7月為議院，其中有5月4日第一次艦載飛機在軍艦進行中起飛。Charles Samson中校駕駛Short S27雙翼飛機在HMS Hibernia號以10.5節（19公里）的時速前進時起飛。
- 1914年7月為第一次世界大戰動員校閱，至少59艘戰艦和17架水上飛機參加。
- 1919年於第一次世界大戰結束在Southend港舉行。
- 1924年7月包括Warspite主力艦。
- 1935年7月16日在位25周年，校閱包括復仇號主力艦在內的106艘戰艦，艦隊於晚間打開探照燈向空照射，成為一幅驚人的照片。

### 喬治六世
- 1937年5月20日加冕，有5艘航空母艦參加，皇家遊艇維多利亞與艾伯特3號第二次也是最後一次作為海上閱兵的閱兵艦。一位當時擔任廣播員的前英國海軍少校湯馬士·伍德儒夫由於在廣播前遇到海軍老朋友多喝了兩杯而在廣播中語無倫次，成為笑譚。
- 1939年8月9日包括復仇號主力艦在內。
- 1944年5月於第二次世界大戰諾曼地登陸前秘密舉行，由大型艦隻、至小型掃雷艇、登陸艇等800艘艦艇參加，是歷史上最大的海上閱兵。

### 伊麗莎白二世
- 1953年6月15日加冕。
- 1969年北大西洋公約組織20周年。
- 1977年6月伊麗莎白二世在位25周年[3]。
- 1993年纪念大西洋海戰[4]。
- 1994年纪念諾曼第戰役50周年。
- 2005年6月为纪念特拉法加海戰200周年，30多個国家的167艘船只在英国参加主题海上阅兵[2]。